# Mimo zákon (film, 2005)
Mimo zákon (v anglickém originále Edison) je americký dramatický film z roku 2005. Režisérem filmu je David J. Burke. Hlavní role ve filmu ztvárnili Morgan Freeman, LL Cool J, Justin Timberlake, Kevin Spacey a Dylan McDermott.

## Obsazení
| Morgan Freeman      | Moses Ashford   |
| LL Cool J           | Raphael Deed    |
| Justin Timberlake   | Joshua Pollack  |
| Kevin Spacey        | Levon Wallace   |
| Dylan McDermott     | Francis Lazerov |
| John Heard          | Brian Tilman    |
| Cary Elwes          | Jack Reigert    |
| Damien Dante Wayans | Isaiah Charles  |
| Roselyn Sánchez     | Maria           |